# Üppiger Träuschling
Der Üppige Träuschling (Stropharia hornemannii) ist eine Pilzart aus der Gattung der Träuschlinge (Stropharia). Das Epitheton ehrt Jens Wilken Hornemann.

## Merkmale
Der Üppige Träuschling bildet große Fruchtkörper mit 5 bis 12 Zentimeter breitem Hut und 8 bis 15 Zentimeter langem und 1 bis 2,5 Zentimeter starkem Stiel. Die Hutoberfläche ist elfenbeinfarbig, ocker-, grau-, fleisch- oder rosabräunlich. Die Huthaut ist im feuchten Zustand sehr schleimig. Der weißlich-gelblich gefärbte Stiel ist ziemlich lang, mit Schuppen besetzt und besitzt einen gerieften, vergänglichen Ring. Die Lamellen sind jung weißlich im Laufe der Reifung violettgrau und bei Sporenreife dunkelbraun werdend.

## Ökologie
Der Üppige Träuschling wächst als Saprobiont an sehr stark vermodertem Holz, er bevorzugt bodensaure Fichten- und Fichten-Tannenwälder, selten wird er auch in Parks und an Waldrändern gefunden. Das Substrat ist meist Nadelholz, sehr selten wird auch Laubholz besiedelt. Die Fruchtkörper erscheinen von September bis November.

## Verbreitung
Der Üppige Träuschling ist eine boreal verbreitete Pilzart der nordischen Nadelwälder. Er kommt im Kaukasus, Nordamerika und Europa vor. In Europa wurde er in Rumänien, Italien, Belgien, Österreich, Deutschland Estland, Dänemark, Norwegen Schweden und Finnland gefunden. In südlicheren Gebieten seines Verbreitungsgebietes ist er sehr selten und wächst vorwiegend montan bis subalpin. In Deutschland ist die Art sehr selten und wird aufgrund ihrer Seltenheit als latent gefährdet betrachtet.

## Bedeutung
Der Üppige Träuschling ist giftverdächtig.